# Hipac
HIPAC war ein Tonbandkassettenformat, das Pioneer im August 1971 auf den japanischen Endkundenmarkt brachte und 1973 mangels Nachfrage wieder verschwand. Es erreichte 1972 nur 3 % Marktanteil bei der Ausstattung von Neuwagen. Im Kinderspielzeug „Ponkey“ (ポンキー) zum Lernen erlebte es Mitte der 1970er Jahre ein kleines Comeback.

## Kassette
HIPAC war eine Weiterentwicklung der PlayTape-Kassette und hatte mit 70 × 85 × 12 mm ähnliche Abmessungen, die auch der Compact Cassette näher als andere Endloskassetten nach Bernard Cousino kamen. Je nach Bandlänge wog sie ungefähr 50 g und benutzte das breitere Vierspur-Magnetband der Compact Cassette mit 3,81 mm (0,150″). Die vier Tonspuren wurden in zwei Stereo-Kanalpaare unterteilt, wobei der im Unterschied zur Compact Cassette das zweite Tonspurenpaar in dieselbe Richtung aufgezeichnet wurde wie das erste.
Es gab zwei Bandgeschwindigkeiten, die mit gerundeten 4,8 cm/s bei 60 Minuten Spielzeit oder gerundeten 9,5 cm/s bei 30 Minuten Spielzeit spezifiziert wurden. Die zu benutzende Bandgeschwindigkeit ertastete sich das Gerät automatisch über eine Kerbe in der Gehäuseschale der Kassette. Tatsächlich betrug die kleinere Bandgeschwindigkeit 1⅞ IPS (Zoll pro Sekunde), was genau 4,7625 cm/s sind und identisch zur Compact Cassette ist, die mit gerundeten 4,75 cm/s angegeben wurde. Bei einer der Kassetten war eine Preisempfehlung über 1920 Yen angegeben.

## Gerät
Das Model „GP-100“, ein Abspielgerät ohne Radio, kostete damals umgerechnet 55 USD, was heute 368 USD inflationsbereinigt entspricht. Es gab ein Varieté über 180 Kassetten. Aufgrund fehlender Nachfrage kann angenommen werden, dass einige der restlichen Abspielgeräte in tragbare Koffer Model „GP-106“ mit Stereo-Lautsprechern, Netzteil und Batteriefach, sowie Eingängen für Netz- und Bordspannung ausgestattet eingebaut und verkauft wurden, was sie vor der Schrottpresse rettete.

## Das HIPAC Gremium
Nach Pioneer lizenzierten und beteiligten sich weitere Unternehmen:
- Apron Ongaku Kōgyō, seit 2010 Bandai Music Entertainment
- Clarion
- Kōdansha
- Sharp
- Tokyo Shibaura Electric, heute Toshiba
- Toshiba Music Industry, heute EMI Music Japan
- Nippon Columbia
- Hitachi
- Mitsui & Co., heute Mitsui Bussan